# Agrostis exigua
Agrostis exigua é uma espécie de gramínea do gênero Agrostis, pertencente à família Poaceae.